# Victor Jamaer

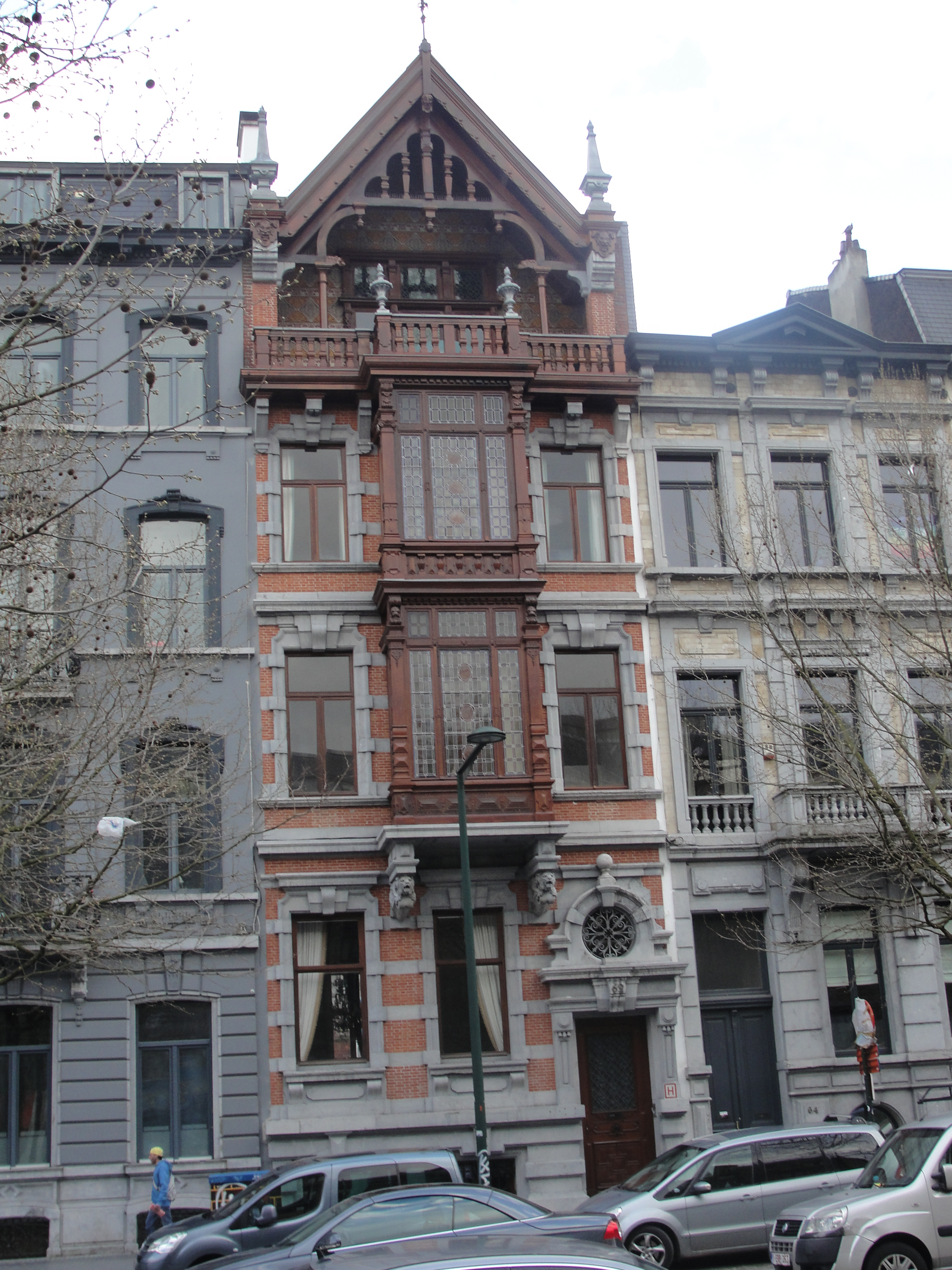
Maison Jamaer in Avenue de Stalingrad.

Victor Jamaer, nome completo di Pierre Victor Jamaer (Bruxelles, 8 agosto 1825 – Bruxelles, 10 aprile 1902), è stato un architetto belga.

## Biografia
Jamaer ha studiato all'Accademia reale di belle arti di Bruxelles con Joseph Jonas Dumont. È entrato a far parte del consiglio comunale come disegnatore nel 1847. Qui lavorò come ispettore di edifici (1857), ispettore capo (1861) e architetto cittadino (1864-1895).
Con i suoi disegni neogotici, Jamaer seguì le orme di Eugène Viollet-le-Duc, sebbene sostenesse un approccio un po' più vicino alla storia. Il suo lavoro si basava su ricerche storiche approfondite.
Tra i suoi restauri più importanti ci sono la Chiesa di Notre-Dame de la Chapelle (1860), il Municipio (tra cui 288 nuove statue nelle nicchie della facciata) e varie case su la Grand Place, lì prese anche il controllo della Maison du Roi (1873-1895). Essa era in cattive condizioni a causa dei bombardamenti francesi del 1695 e dell'invasione della Senne. Jamaer la lasciò crollare per tre quarti e gli diede un nuovo aspetto con una torre e gallerie. Ha anche rinnovato la Zwarte Toren, un residuo delle mura della città su Place Sainte-Catherine (1888-89).
Altri risultati notevoli sono il castello di Blekkom (1859), l'ingresso al cimitero di Bruxelles (con l'architetto paesaggista Louis Fuchs), l'Accademia reale di belli arti di Bruxelles (dove aveva studiato) e la sua casa in stile rinascimentale neo-fiammingo (1874-76, Avenue de Stalingrad 62).